# Ultraizquierda (marxismo)
El término ultraizquierda o ultraizquierdismo tiene dos usos superpuestos. Un uso común entre grupos activistas marxistas es el de ser un término peyorativo empleado para denominar a ciertos tipos de ideologías en la extrema izquierda que son extremistas o intransigentes.
Los marxistas a menudo usan el término «ultraizquierda» contra otros socialistas, comunistas y anarquistas dentro de los partidos de extrema izquierda que defienden estrategias que algunos marxistas pueden considerar de estar fuera de la conciencia política actual o de las consecuencias a largo plazo que resultarían de seguir una vía propuesta.
El ultraizquierdismo dentro y fuera de la Internacional Comunista fue evidente en los períodos en que las agrupaciones políticas persiguieron el comunismo de consejos y el comunismo de izquierda.

## Ultraizquierda histórica
El término «ultraizquierda» es raramente usado. La gente tiende a hablar ampliamente del comunismo de izquierda como una variante del marxismo tradicional. Su equivalente en francés, ultra-gauche, tiene un significado más fuerte en ese idioma y se utiliza para definir un movimiento que todavía existe en la actualidad: como una rama del comunismo de izquierda desarrollado por teóricos como Amadeo Bordiga, Otto Rühle, Anton Pannekoek, Herman Gorter y Paul Mattick, y continuando con escritores más recientes como Jacques Camatte y Gilles Dauvé. Este punto de vista incluye dos tradiciones principales, una tradición holandesa-alemana que incluye a Rühle, Pannekoek, Gorter y Mattick, y la otra italiana que sigue a Bordiga. Estas se unieron en el ultragauche francés de los años 1960. El teórico político Nicholas Thoburn se refiere a estas tradiciones como la «actualidad de la ultraizquierda histórica».
El término se originó en la década de 1920 en los movimientos obreros alemanes y holandeses, originalmente refiriéndose a un grupo marxista opuesto tanto al bolchevismo como a la socialdemocracia, con algunas similitudes con el anarquismo. La ultraizquierda se define particularmente por una especie de marxismo radical y antiautoritario, que siempre implica una oposición al capitalismo, al igual que las demás ramas del marxismo. Pero, a diferencia de las demás ramas del marxismo, frecuentemente implica una oposición al estatismo, oponiéndose incluso al socialismo de estado que propugnan los marxistas tradicionales como una fase intermedia entre el capitalismo y el comunismo —pues frecuentemente, pero no en todos los casos, los ultraizquierdistas consideran a esa fase intermedia como innecesaria, pues, a menudo pero no siempre, consideran que se puede llegar inmediatamente a la sociedad comunista—, oponiéndose pues a la democracia parlamentaria y al trabajo asalariado. A diferencia del bolchevismo, la ultraizquierda generalmente pone gran énfasis en la autonomía y la autoorganización del proletariado. Como dijo Dauvé:
 La ultraizquierda nació y creció en oposición a la socialdemocracia y al leninismo, que se había convertido en estalinismo. Contra ellos, afirmó la espontaneidad revolucionaria del proletariado. La izquierda comunista alemana (de hecho, alemano-holandesa) y sus derivadas, sostuvieron que la única solución humana radicaba en la propia actividad de los proletarios, sin que fuera necesario educarlos u organizarlos [...] Heredando el manto de la ultraizquierda tras la guerra, la revista Socialisme ou Barbarie  apareció en Francia entre 1949 y 1965. 
Una variante de las ideas ultraizquierdistas fue revivida ampliamente en el movimiento político de la Nueva Izquierda de la década de 1960, y especialmente en las manifestaciones de mayo de 1968 en movimientos socialistas libertarios como Big Flame, la Internacional Situacionista y Autonomism. Durante los eventos de mayo de 1968 en Francia, el ultraizquierdismo fue asociado inicialmente con la oposición y la crítica al Partido Comunista Francés (PCF) y su enfoque cauteloso y relativamente desvinculado de las movilizaciones. Así, el ultraizquierdismo fue utilizado por las facciones existentes del movimiento comunista para prevenir, a veces correctamente, el «ultraizquierdismo autoindulgente [que] solo podría dificultar aún más a la izquierda revolucionaria ganar rango y alejar a miembros del PCF de sus líderes″.

## Ultraizquierdismo dentro del movimiento marxista
El término «ultraizquierda» se usa peyorativamente para etiquetar ciertas posturas que se adoptan sin tener en cuenta la situación actual o las consecuencias que resultarían de seguir un curso propuesto. El término se utiliza para criticar las posiciones de izquierda que, por ejemplo, se perciben como de exagerar el ritmo de los hechos, proponen iniciativas que sobreestiman el nivel actual de militancia, o que emplean llamamientos a la violencia en su activismo.
La crítica marxista convencional de tal postura comenzó con la obra La enfermedad infantil del izquierdismo en el comunismo de Vladimir Lenin, que criticó a aquellos (como Anton Pannekoek o Sylvia Pankhurst) en la naciente Internacional Comunista, quienes estaban en contra de la cooperacióncon socialistas parlamentarios o reformistas. Lenin tildó a la ultraizquierda de ser política de pureza: la «repetición [doctrinal] de las verdades del comunismo puro». Los leninistas generalmente usaban el término contra sus rivales en la izquierda: «Betty Reid de Partido Comunista [de Gran Bretaña, CPGB] dijo en un panfleto de 1969, "Ultraizquierdismo en Gran Bretaña", que el CPGB "no hizo un reclamo exclusivo de ser la única fuerza en la izquierda", pero descartó a los grupos a la izquierda del partido de ser la "ultraizquierda", con Reid describiendo a la ultraizquierda de estar compuesto por grupos trotskistas, anarquistas o sindicalistas o aquellos que "apoyan la línea del Partido Comunista de China durante la división sino-soviética».
Los trotskistas y otros grupos declararon que la Internacional Comunista estaba siguiendo una estrategia de ultraizquierdismo poco realista durante su Tercer Período, que la Internacional Comunista más tarde admitió cuando recurrió a una estrategia del Frente Unido en 1934 a 1935. El término fue popularizado en Estados Unidos por el Partido Socialista de los Trabajadores durante la Guerra de Vietnam, siendo usado para describir a los oponentes en el movimiento contra la guerra como Gerry Healy. El ultraizquierdismo a menudo se asocia con el sectarismo de izquierda, en el cual una organización socialista intente poner sus propios intereses de corto plazo antes que los intereses de largo plazo de la clase trabajadora y sus aliados.

## Ultraizquierdismo en la actualidad
Algunas corrientes del ultraizquierdismo se han alejado de sus orígenes en el comunismo de izquierda y han adoptado una versión descentralizada del marxismo. Algunos ultraizquierdistas han sido influenciados por el autonomismo, la comunización y las teorías de Max Stirner y Eduardo Artés. Este movimiento ideológico ha creado una división entre los comunistas de izquierda tradicionales y la ultraizquierda actual, principalmente sobre el tema de centralismo democrático. Algunos consideran que la ultraizquierda moderna es una doctrina neosituacionista inspirada por las obras de Guy Debord. Algunos ultraizquierdistas también se inspiraron en las obras de Stirner, identificándose a sí mismos comunistas-egoístas.